# Isles-sur-Suippe

Isles-sur-Suippe este o comună în departamentul Marne, Franța. În 2009 avea o populație de 797 de locuitori.